# Amblans-et-Velotte
Amblans-et-Velotte település Franciaországban, Haute-Saône megyében. Lakosainak száma 400 fő (2022. január 1.). Amblans-et-Velotte Bouhans-lès-Lure, Adelans-et-le-Val-de-Bithaine, Genevreuille, Magny-Vernois, Mollans és Vy-lès-Lure községekkel határos.

## Népesség
A település népességének változása:
| Lakosok száma | 378  | 389  | 398  | 396  | 400  | 399  | 415  | 414  | 400  |
|               | 2013 | 2015 | 2016 | 2017 | 2018 | 2019 | 2020 | 2021 | 2022 |